# مارینا مالفاتی
مارینا مالفاتی (ایتالیایی: Marina Malfatti؛ زادهٔ ۲۵ آوریل ۱۹۳۳ - درگذشتهٔ ۸ ژوئن ۲۰۱۶) بازیگر اهل ایتالیا بود.

## زندگی‌نامه
مارینا در فلورانس زاده شد و در سن ۱۷ سالگی در پاریس در کلاس‌های هنر نمایشی شرکت کرد. مدرسه درام توسط رن سیمون تأسیس شده بود. دو سال بعد، پس از بازگشت به ایتالیا، بورس مرکز تجربی فیلمبرداری را کسب کرد و کار خود را با حضور در فیلم‌ها و تئاترها آغاز نمود.
او در تئاتری که توسط آرنولدو فوا راه‌اندازی شده بود به ویلیام گیبسون معرفی شد. مالفاتی در طی دهه ۱۹۷۰ میلادی به عنوان یک شخصیت برجسته فیلم‌های وحشت شناخته می‌شد.
از جمله فیلم‌های او می‌توان به من، من، من… و دیگران، دکامرون شماره ۳ – زیباترین زنان بوکاچو، آموزش ویولنسل با توکاتا و فوگ، یاغیان ازدواج، تمامی رنگ‌های تاریکی، قتل‌های هفتگانه بانوی سرخ‌پوش و مردی برای سوزاندن اشاره کرد.